# Helga Voigt
Helga Voigt (* 16. November 1940 in Dresden; † 28. September 1956 ebenda) war eine Schwimmerin aus der Deutschen Demokratischen Republik.

## Leben
Helga Voigt, deren Mutter bei den Deutschen Meisterschaften 1923 in München zur Meisterstaffel gehörte, war bereits in sehr jungen Jahren eine erfolgreiche Leistungssportlerin. Im Jahr 1953 siegte sie im Alter von nur zwölf Jahren über 200 m Brust bei den Weltfestspiele der Jugend und Studenten in Bukarest und wurde DDR-Meisterin über 100 m und 200 m Brust. Den Titel über 200 m Brust konnte sie im folgenden Jahr verteidigen. 1953 wurde sie als Meisterin des Sports ausgezeichnet.
Bei einem Brand in der von ihren Eltern betriebenen Gaststätte „Luisenhof“ in Dresden, der am frühen Morgen des 28. September 1956 ausbrach, erlitt Helga Voigt eine schwere Rauchgasvergiftung und verlor das Bewusstsein. Nachdem sie von Feuerwehrleuten aus dem Haus geholt wurde, konnte ein Arzt im Krankenhaus nur noch ihren Tod feststellen. Sie wurde am 2. Oktober 1956 auf dem Waldfriedhof Weißer Hirsch beigesetzt.